# Jill Scott (Medienkünstlerin)
Jill Scott (* 1952 in Melbourne) ist eine australische Medienkünstlerin, die in der Schweiz lebt.

## Leben
Jill Scott wurde 1952 in Melbourne geboren. Seit 2003 lebt sie in der Schweiz, wo sie als Professorin an der Zürcher Hochschule der Künste (ZHdK) lehrt. Sie lebte auf drei Kontinenten. An der Westküste der USA lebte sie von 1975 bis 1982, in Australien von 1982 bis 1992 und in Europa seit 1992. Seitdem lebt und arbeitet sie in der Schweiz als Professorin und Forscherin. Sie gründete das Artists-in-Labs Program.

## Werdegang
Von 1970 bis 73 studierte Jill Scott Kunst und Design am Victoria College of Advanced Education, Melbourne in Australien. Ihr Diplom für Pädagogik erhielt sie 1975 am Melbourne Teachers College an der Melbourne Universität in Australien. Danach absolvierte sie von 1976 bis 77 den Master in Kommunikation an der San Francisco State University in Kalifornien, USA.
Nach ihrem Studium in Australien hat sie in England promoviert. Ihre Dissertation schrieb sie im Fach Medienphilosophie und verteidigte sie 1998. Sie hat den Titel: Digital Body Automata. Exploring the relations between Media, Philosophy and Science. Diese schloss sie am „Centre for Advanced Inquiry into the Interactive Arts“, University of Wales, Großbritannien, ab. Von 1993 bis 1997 war sie Artist in Residence und Projekt-Koordinatorin für Interface-Design in Karlsruhe. Das V2 bezeichnet sie als Video- und Performancekünstlerin.

## Werke und Wirken
Jill Scott arbeitet an der Schnittstelle neuer Technologien und Kunst. Sie hat zu artificial intelligence gearbeitet. Ihre Werke werden international archiviert. In Deutschland ist sie im Medienkunstnetz sowie beim Zentrum für Kunst und Medientechnologie (ZKM) vertreten. Ihre Retrospektive hatte sie 1996 beim Experimenta Festival. Die dort ausgestellten Werke beschäftigen sich mit kognitiven Prozessen des Körpers. Ihre Forschung zum Thema Nachhaltigkeit setzt sie als Performance und Video um. Sie ist Co-Direktorin des Laser Salons in Zürich für die Leonardo Society der USA.

## Ausstellungen
- 2005: Museum of Contemporary Art (Kultur- und Kongresszentrum Luzern), Luzern, Schweiz
- 2004: Roslyn Oxley Gallery, Sydney, Australien
- 2003: Media Banquet, Barcelona anduMadrid, Spanien
- 2002: E-Phos Media Art Festival, Athen, Griechenland
- 2001: Konferenz „Future Bodies“. Köln, Deutschland; VIPER New Media Festival, Basel, Schweiz
- 2000: Beyond Hierarchy: Vision Ruhr, Zech Zollern 11, Industrielles Museum, Dortmund, Deutschland
- 1994: Machinedreams, Kunst- und Ausstellungshalle der Bundesrepublik Deutschland, Bonn, Deutschland[12]
- Digital Body Automata. ‘WRO Media Festival Fundacia”, Warschau, Polen
- History of the Future. Franklin Furnace Archives, New York, USA[13]

## Lehre
Von 1998 bis 2002 war sie Professorin am Fachbereich Medien an der Bauhaus-Universität Weimar. Seit 2003 ist sie Professorin für Kunst und Forschung an der Zürcher Hochschule der Künste, (CH) ZHdK.
Außerdem ist sie Vize Direktorin des Z-node Programs, einem Graduiertenprogramm in Kooperation mit der Universität Plymouth in Großbritannien. Sie ist Co-Leiterin für das
„Artistsinlabs Residency Program“.